# 社内カンパニー
社内カンパニー（しゃないカンパニー）とは、企業内において一つの会社（法人）のように位置付けて運営される独立採算制の事業部門である。その制度は社内カンパニー制（しゃないカンパニーせい）、社内分社制度（しゃないぶんしゃせいど）、社内部署制度（しゃないぶしょせいど）とも言われ、持株会社のような経営管理を内部組織、あるいは同一法人のままで行うための仕組みである。形式的には事業部制（事業カテゴリー制度）や京セラ、および第二電電（DDI、現・KDDI）創業者の稲盛和夫が提唱したアメーバ経営に類似しているが、その目的は機能子会社に限りなく近く、更に大きな権限委譲が行われる。

## 概要
企業は事業分野別に人材・資本などの経営資源を会社本体からそれぞれの社内カンパニーに配分する。資本配分は管理会計の範囲で仮想的に行われる。各カンパニーの責任者はプレジデントと呼ばれ、担当する領域内における全ての権限と責任を委譲される。またプレジデントは損益だけでなく資産効率についても責任を負う。
従来から取り入れられていた事業部制を発展させて、社内カンパニー制に移行する場合は、メリット（長所）として損益計算書を改善することに囚われがちな事業部制に対し、それぞれの社内カンパニーが貸借対照表（バランスシート）を圧縮し、キャッシュフローを改善することにも目を向けることで、全社内での各事業の位置づけを明確にでき、他の事業部門との比較が可能となる。子会社の連結決算のように事業部門ごとの垂直連結が行え、マネジメントが個別の事業に対して集中や撤退の決定もより容易となる。事業部門に独立性が生まれ、同じ会社内であっても明確な経営体質や企業カラーを打ち出せる。その一方で、デメリット（短所）として独立性が強すぎるために全社的な統一が図り難く、資産が分散されるため企業全体の資本効率が損なわれやすいという側面を持つ。

## 日本における実例
日本では、1994年にソニー（初代法人、現：ソニーグループ）が史上初めて社内カンパニー制を導入した。
2024年現在、特に電機・通信機器メーカー（パナソニックホールディングス（パナソニックグループ）、東芝、三菱電機、オムロン、富士通、メルコホールディングス（バッファロー）など）やトヨタ自動車、川崎重工業、武田薬品工業、プラス、ソニー・ミュージックレーベルズ（ソニー・ミュージックエンタテインメント〈以下SMEJ〉）、メディア・コングロマリット（例：フジ・メディア・ホールディングス、TBSホールディングス（旧：東京放送ホールディングス ← 東京放送)、テレビ朝日ホールディングス、日本テレビホールディングス、テレビ東京ホールディングス、琉球放送〈RBC〉など）、両備ホールディングス（旧・両備バス）、ツネイシホールディングス、ヤンマーホールディングス（ヤンマー）、サントリーホールディングス（サントリー）、ソフトバンクグループ、ユニバーサルミュージックLLC、コカ・コーラボトラーズジャパン、ビクターエンタテインメント（二代目法人。旧：JVCケンウッド・ビクターエンタテインメント ← ビクターエンタテインメント〈初代法人〉 ← ビクター音楽産業）、伊藤忠商事、ワーナーミュージック・ジャパンなどがそれを取り入れている。
- TBSホールディングス（テレビ放送の免許を保有する持ち株会社）とテレビ放送事業全般を行うTBSテレビ、ラジオ放送全般を担当するTBSラジオ（旧：TBSラジオ&コミュニケーションズ）のように社内カンパニーから公式な個別の企業として分社化するケースもある[注 1]。
- トステム住宅研究所（現在のLIXIL住宅研究所）や三協立山の場合、子会社やグループ会社を統合した後、統合前の社名をカンパニー名称として社内カンパニー制を導入している。
- 2007年4月1日に両備バスと両備運輸が合併して発足した両備ホールディングスは、「両備経営サポートカンパニー」という全国的にも珍しい経営支援のための社内カンパニーを設けることになった。また、LIXILは2011年の傘下5社の合併による組織に合わせて社内カンパニー制を導入した。
- SMEJを除くソニーやNEC、広島電鉄のように社内カンパニー制を一度は導入したものの、組織のスリム化・意志決定の迅速化を目的に、廃止した企業もある。
- 経営統合の際には、出光リテール販売などのように、旧会社単位で社内カンパニーを立ち上げ、徐々に組織の簡素化や統廃合などを行う場合がある。
- 出版メディア業界ではKADOKAWA（旧・角川グループホールディングス）が史上初の持株会社制からブランドカンパニー制（合併・吸収した8つの出版社を企業内ブランドとして名称を継続する）へ段階的移行を行ったり、コナミデジタルエンタテインメント（以下KDE-J、コナミグループ）でも社内プロダクション制度（広義の社内カンパニー制度）を設けているなどしており、国内でも新たな動きがみられる。
- 芸能プロダクション関係ではアップフロントグループが2015年より一部を除き、上記のKDE-J同様、社内プロダクション制度を導入している。
- 公式には社内カンパニーではないが、産業経済新聞社はメイン新聞の産経新聞とは別に、過去に発行新聞ごとに分社化された名残りがあり、日本新聞協会にサンケイスポーツと夕刊フジをそれぞれ単独加盟させている[2]。

## 類似の制度
社内カンパニーと同義のものとしては、例えば、トヨタグループにおける バーチャル・ベンチャー・カンパニー制度（VVC: Virtual Venture Company 制度、仮想ベンチャーカンパニー制度）が挙げられる。
このほか、大手レコード会社のほとんどの各音楽レーベルも広義の社内カンパニーと見なすことができる。